# Leminda millecra
Leminda millecra is een slakkensoort uit de familie van de Lemindidae. De wetenschappelijke naam van de soort werd voor het eerst geldig gepubliceerd in 1985 door Graham C. D. Griffiths.

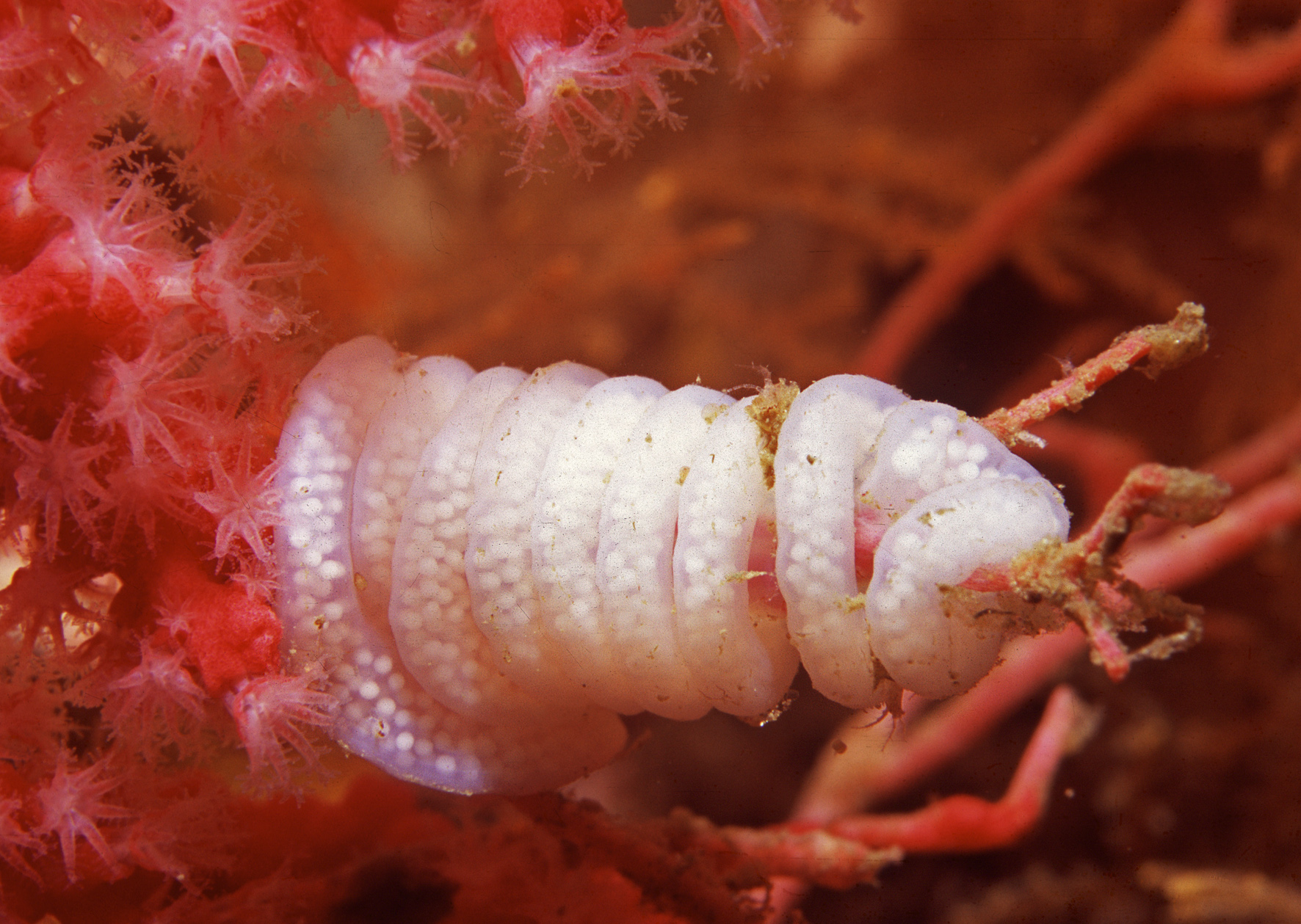
Eistreng